# Plants of the World Online
Biljke sveta onlajn (engl. Plants of the World Online, POWO) je online databaseonlajn baza podataka koju je objavila Kraljevska botanička bašta, Kju. Pokrenuta je u martu 2017. sa krajnjim ciljem „da omogući korisnicima pristup informacijama o svim poznatim svetskim biljkama koje nose seme do 2020. godine“. Prvobitni fokus je bio na tropskim afričkim florama, posebno na projektu Flora Zambesiaca, flori zapadne tropske Afrike i flori tropske istočne Afrike.
Baza podataka koristi isti taksonomski izvor kao i Kjuska Svetska kontrolna lista odabranih familija biljaka, što je Međunarodni indeks imena biljaka, i Svetska kontrolna lista vaskularnih biljaka (WCVP). POWO sadrži 1.423.000 globalnih imena biljaka, 200.300 detaljnih opisa i 374.900 slika.